# Английское право
Английское право (англ. English law) — в отличие от более собирательного и менее корректного понятия «Британское право», является правовой системой Англии и Уэльса и лежит в основе правовых систем большинства государств Британского Содружества наций и США, а также правовых систем смешанного типа, наиболее ярким примером которых является право Шотландии. Распространение английского права исторически происходило на подконтрольных Британской империи территориях, и, в некотором смысле, сохранилось там в первозданном виде вплоть до наших дней. Так, прецедентное английское право, предшествующее Американской революции 1776 года, до сих пор является неотъемлемой частью прецедентного законодательства США (исключение составляет законодательство штата Луизиана). Более того, оно все ещё образует основу для многих доктринальных элементов и общего курса законотворчества, хотя и не имеет правоприменительного приоритета.

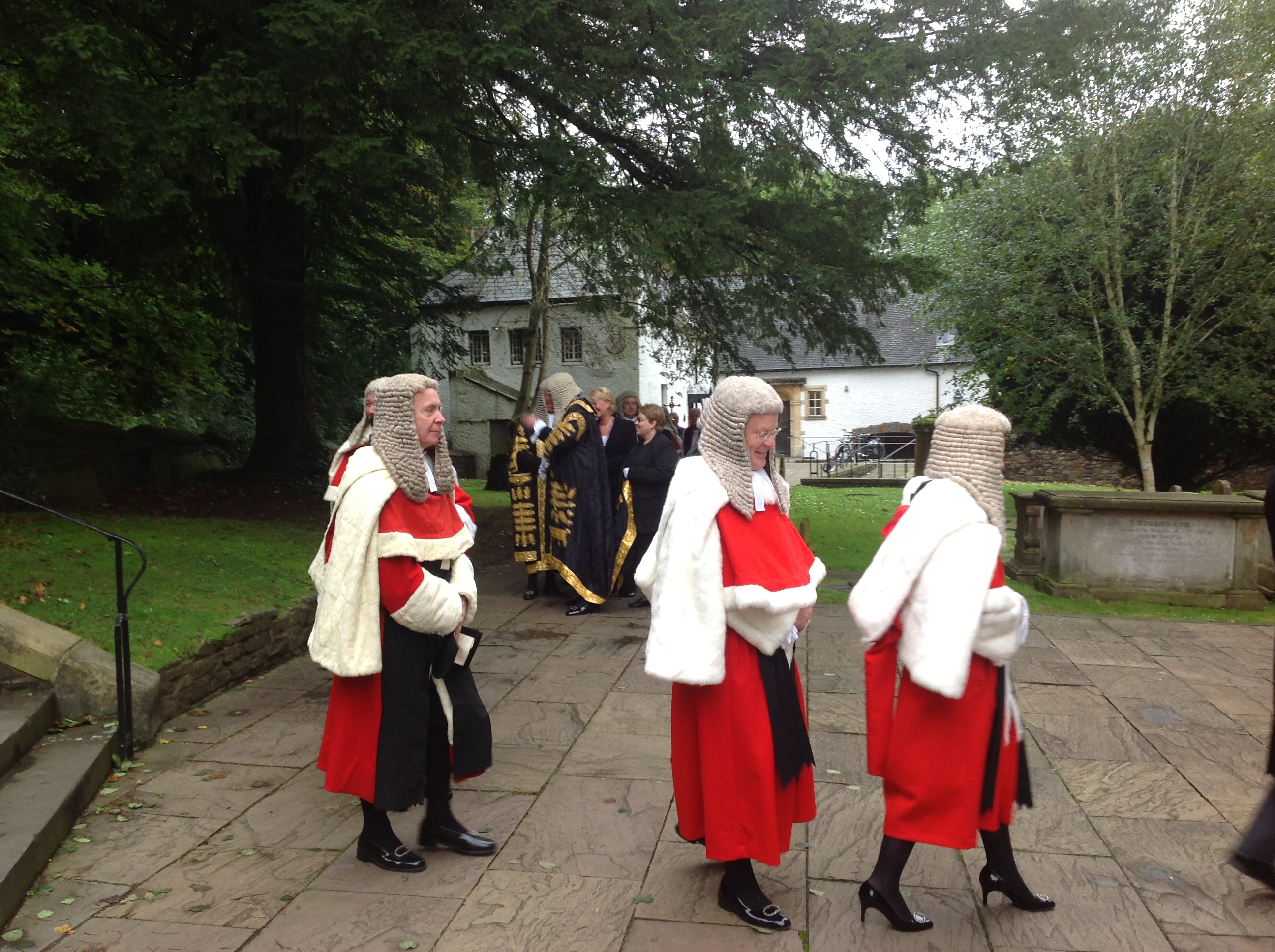
Судьи Высокого суда правосудия возле Лландафского собора, 2013 год

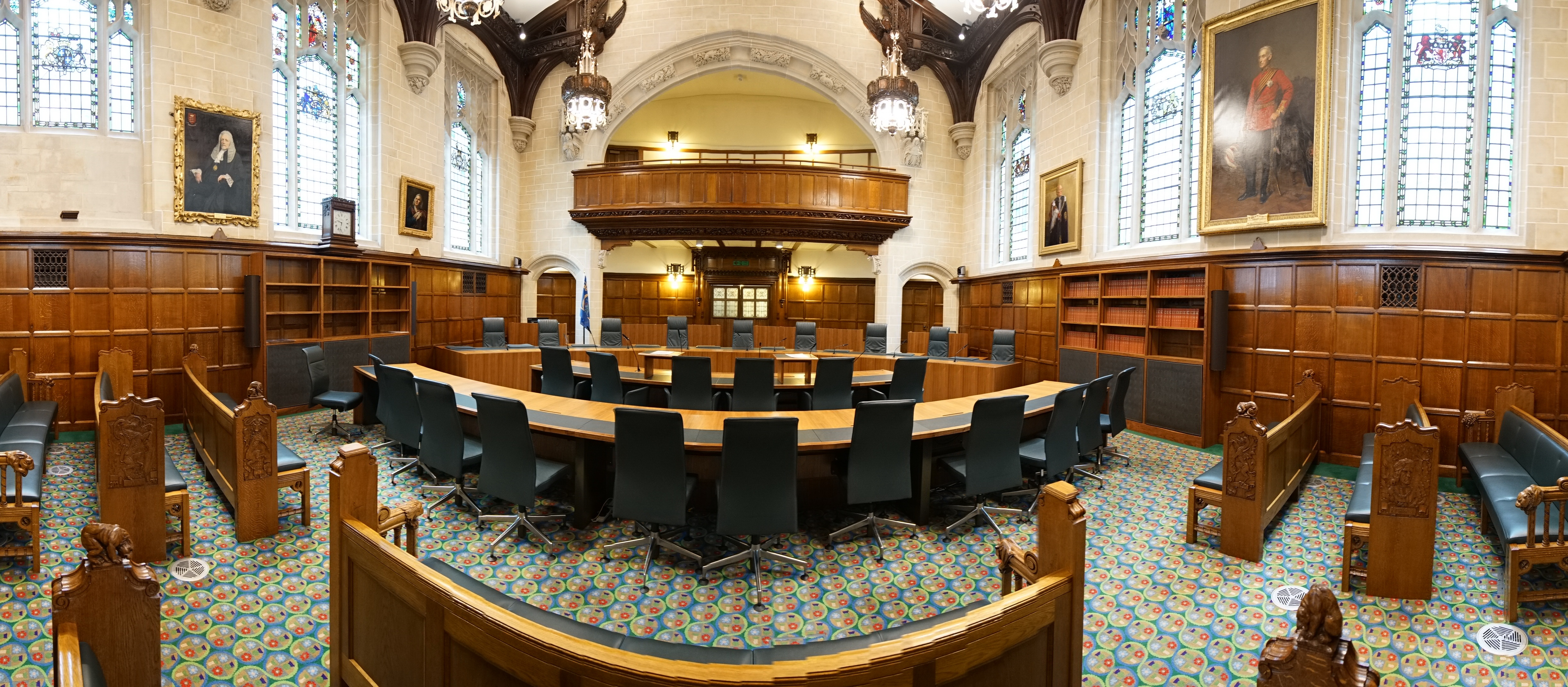
Зал заседаний Верховного суда Великобритании

Английское право в строгом смысле применимо в пределах юрисдикции Англии и Уэльса. Хотя Уэльс уже и располагает собственной полномочной Ассамблеей, любой законодательный акт, принимаемый последней, имеет юридическую силу только в областях, определённых Актом 2007 года о правительстве Уэльса, прочим законодательством Парламента Соединённого Королевства, либо так называемыми «королевскими указами в Совете» (правительственными декретами) на основании Акта 2006 года. Более того, суды единой судебной системы Англии и Уэльса имеют полномочие давать толкование указанному Акту (а с ним и любым подзаконным актам, изданным в пределах юрисдикции Англии и Уэльса). Также смотрите ниже.
Английское право можно подразделить на две неразрывно связанные ветви: общее (или прецедентное) право и право статутов — актов Парламента.
Суть английского общего права (common law) заключается в том, что оно создаётся судами. Компетенция создавать право закреплена за судами Англии и Уэльса как конституционное полномочие. Таким образом, судьи, в процессе слушаний, на основе принципа stare decisis («неукоснительно придерживаясь решённого ранее») применяют юридические прецеденты к фактам и обстоятельствам каждого конкретного судебного разбирательства. Степень юридической силы судебных решений зависит от положения суда в иерархии судебной системы. Вполне понятно, что решения высшего по иерархии апелляционного суда Англии и Уэльса — Верховного Суда Соединённого Королевства — являются обязательным юридическим прецедентом для применения судами более низких инстанций.
Статуты являются кодифицированным отражением прецедентного права, так как фактически представляют собой своды правил из судебных прецедентов. В свою очередь, судебные прецеденты в процессе толкования правовых норм из статутов расширяют и конкретизируют последние для правоприменительной практики. Происходит своего рода круговорот правовых норм, в результате которого они постоянно оттачиваются и совершенствуются судами. Таким образом, правоприменительная практика сама модернизирует право эволюционно. Парламенту же лишь остаётся подводить процесс к логическому завершению посредством принятия так называемых «актов о правовых реформах», вносящих поправки в действующие статуты и формализующих уже активно применяемые нормы права.
Парадоксально, некоторые нормы права до сих пор не отражены в статутах, и английское общее право остаётся единственным их источником. К примеру, в системе английского права сегодня не существует статута, который бы однозначно признавал убийство преступлением и накладывал бы соответствующую уголовную ответственность. Именно общее право признаёт убийство преступлением и определяет для него уголовную ответственность в виде тюремного заключения.
Также интересна историческая преемственность английского права: некоторые основополагающие принципы вплоть до наших дней имеют под собой прецеденты трёхвековой или даже четырёхвековой давности.
Но самый старый из ныне действующий законов — это Акт (Закон) о судебных взысканиях за ущерб 1267 года (Distress Act 1267), часть Статута Мальборо (Statute of Marlborough, (52 Hen. 3). Несмотря на то, что три раздела легендарной Великой хартии вольностей изначально были приняты в 1215, более правильная их датировка относится к переизданию 1297 года, что делает их более поздними памятниками английской правовой истории.

## Англия и Уэльс как единая юрисдикция
Соединённое Королевство — это государство, состоящее из нескольких юрисдикций: Англии и Уэльса; Шотландии; Северной Ирландии. Некогда отдельная юрисдикция Уэльса была присоединена к Англии при Генрихе VII Тюдоре. Шотландии же Акт о союзе (Act of Union) 1707 года позволил сохранить независимые церковь и судебную систему. Что касается Ирландии, то она утратила независимый парламент позднее Шотландии, но её церковь стала англиканским архиепископством во главе с английским монархом и архиепископом Кентерберийским. Правовая система Ирландии полностью независима от Соединённого Королевства в отличие от правовой системы Северной Ирландии, которая сохранила некоторые следы имперского прошлого, поскольку основана на средневековом английском праве. Многие английские статуты сохранились со времён Акта (Закона) Пойнингса (Poynings' Law) 1495 года, а по прохождении инстанции Апелляционного суда Северной Ирландии, следующей судебной инстанцией для обращения становится Верховный суд Соединённого Королевства.
Для более правильного понимания применимости английского права следует разграничивать понятия «юрисдикция» и «государство». Термин государство принято трактовать в соответствии с международным публичным правом (в частности, согласно Конвенции Монтевидео), в то время как понятие «юрисдикция» в английском праве имеет более гибкое толкование и зависит от конкретной ситуации. Так, например, Соединённое Королевство является единой юрисдикцией для целей Акта (Закона) о векселях 1882 года, в то время как для целей Акта (Закона) о компаниях 1985 единой юрисдикцией определена только Великобритания, то есть все Соединённое Королевство кроме Северной Ирландии. В среде комментаторов английского права традиционно принято называть единую юрисдикцию Англии и Уэльса «Англией», хотя в последние десятилетия такое отождествление все меньше согласуется с современными стандартами политкорректности.

### Уэльс
Несмотря на то, что Национальной Ассамблее Уэльса была делегирована некоторая политическая автономия, до всеобщих выборов 2007 года Уэльс не имел независимой законодательной власти. Акт (Закон) о правительстве Уэльса 2006 года предоставил Правительству Валлийской Ассамблеи право принимать некоторые законы. Гражданская и уголовная ветви системы правосудия остаются общими для Англии и Уэльса. Прямо противоположная ситуация отмечается в отношении Северной Ирландии, которая не перестала быть отдельной юрисдикцией даже после того, как её законодательные полномочия были приостановлены (смотрите Акт о Северной Ирландии (Временные положения) 1972 года — Northern Ireland (Temporary Provisions) Act 1972).
Другое важное отличие касается валлийского языка: законы, связанные с валлийским языком применимы в Уэльсе и не применимы в остальных частях Соединённого Королевства. Принятый Парламентом Соединённого Королевства Акт (Закон) о валлийском языке 1933 года уравнял статус валлийского языка с английским на территории Уэльса применительно к публичному сектору. Валлийский язык также стал ещё одним официальным языком слушаний в валлийских судах.
После принятия в 1967 году Акта (Закона) о валлийском языке большинство юристов называют правовую систему Англии и Уэльса «законами Англии и Уэльса», а не просто законами Англии как прежде. Это становится явным при изучении пунктов о применимом праве в коммерческих соглашениях. В период с 1746 по 1967 года в этом не было необходимости, хотя зачастую пояснялось по обоюдному согласию сторон для большей определённости.

## Статутное право

### Статутная основа
Первое приложение к Акту (Закону) о толковании 1978 года даёт определение следующим понятиям: «Соединённое Королевство» («United Kingdom»), Великобритания ("Great Britain), «Англия» («England») и «Британские острова» («British Islands»).
Так что же представляет собой каждое из этих понятий в строгом юридическом смысле?
- Англия

До 1967 года согласно статье 3 Акта (Закона) о Уэльсе и Берик 1746 года (к настоящему времени этот закон уже давно отменён) Англия формально включала в себя Уэльс и территорию Берик-апон-Туид. Но уже с 1967 года в соответствии со статьёй 4 Акта (Закона) о валлийском языке все упоминания Англии в последующих актах Парламента больше не должны включать в себя Уэльс (см. также Акт (Закон) о толковании 1978 года, приложение 3, раздел 1).
Так называемые «прилегающие острова» — остров Уайт (Isle of Wight) и остров Англси (Anglesey) — являются частью Англии и Уэльса в соответствии с обычаем. Что касается острова Ланди (Lundy), судебный прецедент, вытекающий из дела Harman v Bolt (1931) 47 TLR 219, однозначно подтверждает, что этот остров относится к Англии.
«Прилегающие территориальные воды» также относятся к юрисдикции Англии на основании Акта о юрисдикции территориальных вод 1878 года и Акта о континентальном шельфе 1964 года (с поправками, внесёнными Актом о нефтегазовых предприятиях 1982 года).
- Великобритания

«Великобритания» включает в себя Англию (с Уэльсом) и Шотландию с её территориальными водами и Оркнейскими (Orkney), Шетландскими (Shetland) и Гебридскими (Hebrides) островами и островом Роколл (Rockall) (на основании Акта об острове Роколл 1972 года). Не включает Северную Ирландию.
- Соединенное Королевство

«Соединённое Королевство» включает в себя Великобританию и Северную Ирландию вместе с их территориальными водами. Понятие не охватывает ни остров Мэн (the Isle of Man), ни Нормандские острова (Channel Islands), чей независимый статус рассматривался в судебных делах Rover International Ltd. v Canon Film Sales Ltd. (1987) 1 WLR 1597 и Chloride Industrial Batteries Ltd. v F. & W. Freight Ltd. (1989) 1 WLR 823. Нормандские острова и остров Мэн охватываются понятием «Британские острова».

### Формат ссылок на положения закона
Названия актов (законов) Парламента принято обозначать по следующей схеме: «Название акта (закона) Год», где под названием понимается краткое название со словом Акт (Act) на конце. Например, Акт (Закон) о толковании 1978 года — «Interpretation Act 1978». В отличие от американских актов (законов) в английских актах предлог «of» перед годом опускается. Сравните: американский Закон (Акт) о гражданских правах 1964 года «Civil Rights Act of 1964».
Подобная схема для обозначения названий английских статутов стала общепринятой во второй половине XIX века. До 1840-х годов акты обозначались полными названиями, включающими также номер главы в сборнике законов и номер года от восшествия на престол того правящего монарха, который дал акту своё королевское согласие. Например, Акт об английском в качестве языка судебных прений 1362 (Pleading in English Act 1362) ранее имел бы окончание 36 Edw. III c. 15, означавшее «36-й год правления Эдварда III, глава 15».

## Общее право
Истоки английского права как системы, основанной на общем праве, уходят вглубь веков. 1189 год считается отправной точкой в истории английского права, так как именно с этой даты английское право предстаёт в качестве системы общего права, а не цивилистического: то есть право не кодифицируется в отдельные своды, а судебные прецеденты не только становятся рекомендациями по толкованию законов, но и обретают характер обязательных для применения правил в последующих разбирательствах. Весьма вероятна версия о том, что причиной подобного курса развития английского права могло стать завоевание Англии норманами. Норманы ввели целый ряд новых правовых институтов и понятий из нормандского права в английскую правовую систему. На начальных этапах развития общего права судьи стремились создать упорядоченную и последовательную систему права и судебной практики посредством адаптации формальной системы судебных приказов. На основе уже существующих обычаев и здравого смысла судами разрабатывались неписаные своды судебных правил, содержащихся в многочисленных прецедентах. К примеру, именно так создавалось раннее торговое право (Law Merchant) в коммерческих судах Pie-Powder Courts (искажённое французское «pieds-poudrés» — «пыльные стопы», означающее «специальные коммерческие суды»). С укреплением парламентской власти законодательные полномочия все больше переходили от судов к Парламенту, но даже в настоящее время суды не утратили своей законодательной функции, хотя в некоторых областях законотворчество стало исключительной прерогативой Парламента.

### Прецедент
Основной целью развития английского права на ранних этапах было создание системы, которая совмещала бы в себе однозначное толкование закона и предсказуемость исходов судебных разбирательств. Но достижению этой цели в тот период препятствовала некомпетентность и предвзятость судей, которые зачастую получали свою должность за счёт положения в обществе. В противовес этому препятствию постепенно стал укрепляться процессуальный принцип stare decisis, закрепивший главенство прецедента. Так, судебные решения (в части ratio decidendi, то есть той части, которая непосредственно содержала окончательное решение в отличие от сопутствующих комментариев) становились обязательными для применения в последующих разбирательствах с похожими фактами. Это происходило как горизонтально, так и по вертикали судебной иерархии. Горизонтально, суды одной инстанции руководствовались и ссылались на решения друг друга. Вертикально, суды первых инстанций были обязаны следовать решениям судов более высоких инстанций.

### Внешнее влияние
Английское право как оказывает влияние на другие правовые системы и юрисдикции, так и испытывает на себе влияние последних.
С одной стороны, ещё во времена Британской империи английская правовая система заимствовалась британскими доминионами. Поэтому многие правовые аспекты сохранились и после провозглашения независимости бывшими доминионами. Многие современные государства продолжают признавать прецеденты английских судов. В Австралии, например, судьи продолжают использовать английские прецеденты в качестве убедительных рекомендаций, если ещё не существует собственных австралийских решений, подходящих к фактам судебного спора, либо действующие австралийские прецеденты не дают однозначного ответа. Другой уместный пример — это Новая Зеландия, где высшей и последней (с не подлежащими дальнейшему обжалованию решениями) судебной инстанцией признаётся британский Судебный комитет Тайного совета (Judicial Committee of the Privy Council). Ещё более тесная связь с английским правом сохранилась в Гонконге, где общее право Англии применяется практически как своё собственное с учётом действующих поправок и ограничений.
С другой стороны, Соединённое Королевство занимает дуалистическую позицию по отношению к международному праву, что означает, что суды уполномочены применять наднациональное международное право только после того, как оно будет прописано во внутреннем английском законодательстве. Например, для включения в английское право Европейской конвенции о правах человека и основополагающих свободах был принят Акт (Закон) о правах человека 1998 года. Однако этот же закон провозглашает приоритет английского права, так как его статья 3 обязывает судей учитывать Конвенцию, но в конечном итоге применять положения Акта, даже если они противоречат положениям Конвенции.
Кроме того, международное публичное право оказывает существенное влияние на английское право морской торговли через международные соглашения и конвенции.

## Классификация английского права по отраслям

### Уголовное право
Основополагающие принципы английского уголовного права вытекают из общего права. В составе преступления выделяют два основных элемента: actus reus (совершение уголовно наказуемого действия или бездействия) и mens rea (в соответствующем психическом состоянии, преднамеренно, со злым умыслом). Для признания подсудимого виновным государственный обвинитель должен доказать, что действия или бездействие имели общественно опасные последствия, или что подсудимый не выполнил обязанности по принятию всех необходимых мер во избежание уголовно наказуемых последствий.
Виды преступлений весьма разнообразны и варьируются от общеизвестных убийства и непредумышленного убийства, кражи и грабежа до правонарушений, находящихся в юрисдикции регулятивных органов.
Существуют и не менее разнообразные способы защиты, включающие самооборону, вынужденную необходимость, оказание давления. В случае убийства, по Акту (Закону) об убийствах (Homicide Act) 1957 года защитой признаются ограниченная вменяемость, провокация и в очень редких случаях защита лица, выжившего при попытке самоубийства.
В профессиональных кругах довольно часто звучали мнения о том, что Англии следует кодифицировать своё уголовное право в единый Английский уголовный кодекс, но из-за отсутствия должной поддержки призывы так и не переросли в конкретные действия.
Кроме уголовного права в английском праве также выделяют некоторые другие основные отрасли.
- Конституционное право
- Административное право
- Семейное право
- Деликтное право (Tort)
- Договорное право
- Имущественное право
- Трасты
- Трудовое право
- Доказательное право

Всё же этот список отнюдь не является исчерпывающим, а только приводит некоторые основные отрасли английского права.

## Применение английского права за пределами Великобритании
Английскую правовую систему унаследовали бывшие колонии Великобритании (включая страны Содружества), в частности Сингапур и Гонконг, при этом их национальное законодательство базируется на принципах общего права и в целом следует нормам английского права. Кроме того, нормы английского права часто используются в международных сделках по выбору их сторон. В Сингапуре, Гонконге, Дубае, Абу-Даби, Катаре, Казахстане для привлечения инвесторов были созданы специальные суды, куда назначаются английские судьи и где применяется английское право.